# 英雄が愛した姫 -三番叟-
『英雄が愛した姫 -三番叟-』（えいゆうがあいしたひめ・さんばそう）は、上海万博名古屋市ウィークのオープニングステージにおいて演じられるために書き下ろされた、和文化とストリートダンスを融合させたオリジナル作品。

## 概要
古来よりこけら落とし等の祝宴の場で演じられてきた「三番叟(さんばそう)」。この日本人が大切にしてきた精神性を若者文化の象徴である「ストリートダンス」と融合させ、全く新しい表現で演じる。
物語は、荒廃した乱世に生きる農民達、五穀豊穣と天下太平を祈り戦国時代を生き抜く愛の時代絵巻を展開、「ブレイクダンス」「ポッピング」「ロッキング」等様々なスタイルのダンスを織り交ぜ、今作品のために書き下ろされたオリジナル楽曲とライブパフォーマンスによるヒューマンビートボックス(Breth)の音色に合わせて演舞する。

## 公演
- 公演期間：2010年8月6日(金曜日)
- 会場：2010上海国際博覧会(上海万博)　日本館　イベントステージ

## ストーリー
オープニング ： 三番叟

第1章 ： 五穀豊穣の四季 

第2章 ： 村に生きる仲間 (連帯と不穏)

第3章 ： 姫の危機

第4章 ： 姫と英雄のロマンス

幕   間 ： 操り三番叟 / 間狂言　ポップリミックス

第5章 ： 均衡の中の衝突

エピローグ ： 英雄と共に生きる

## キャスト
- 英雄 (農民C)：B-Boy MASA
- 姫：AZUSA
- 農民A：U-Key
- 農民A：Yoshi-G
- 農民B：Yo-Hey
- 農民B：ENGIN#9
- 農民C：B-Boy SASA
- Breth (ボイスパーカッション)：MaL

## スタッフ
- 演出・脚本・総監督：藤田尚弘(ENGIN#9)
- 音楽制作：DJ $HIN (Turntable Troopers Entertainment)
- 振付：Nagoya Electric Complex
- 美術・題字：大谷芳照
- コンテンツ企画・リサーチ：Mr. J
- 舞台監督：岩城克政 (制作舎)
- 照明：鈴木武行 (インサイドクルー)
- ：徳光慶浩
- 音響：柿木誠治
- プロデューサー：澤田直夫 (中日新聞社)
- プロデューサー補佐：水藤彰典 (中日新聞社)
- 主催：名古屋市、中日新聞社
- 協賛：ホーユー株式会社、財団法人民族衣装文化普及協会、株式会社トーエネック、サーラグループ、株式会社プロピア、敷島製パン株式会社
- 制作：Nagoya Electric Complex
- 制作協力：制作舎、インサイドクルー、長苗印刷株式会社
- オフィシャルウェアー提供：NIKE JAPAN